# Saint-Barthélemy (torrent)
Pour les articles homonymes, voir Saint-Barthélemy.
Le Saint-Barthélemy est une torrent de Suisse, affluent du Rhône. Il prend sa source au pied des Dents du Midi, en particulier au pied de la Cime de l'Est pour rejoindre le Rhône sur la commune d'Evionnaz, près de Saint-Maurice, dans une forêt de pins sylvestres, le Bois-Noir, établie sur le cône de déjection du torrent.

## Géographie
Le bassin d'alimentation consiste en un grand cirque de 12 km2 environ de surface.Il est formé au Nord-Ouest par les pentes rapides de Langemoz et de l'Haut de Mex qui montent à l'altitude de 2000 à 2 425 m. Le fond du cirque est à 1 370 m. Entre la Cime de l'Est et Gagnerie, on voit une langue du glacier de Plan-Névé. C'est là que le torrent de Saint-Barthélemy prend naissance, pour se précipiter ensuite dans des gorges profondes et rapides.

## Historique
- En mai 1632 : Éboulement à la Dent de Novierroz sur le Bois-Noir (Saint-Maurice); le torrent de la Marre, rebaptisé depuis torrent du Saint-Barthélémy, sort de son lit ; l'abbaye de Saint-Maurice organise processions et exorcisme[2].

- En 1926 puis 1927, ce torrent a provoqué une véritable catastrophe dans la région

### Sources
- Carte topographique suisse